# Лидо Санта Марија ин Потенца (Мачерата)
Лидо Санта Марија ин Потенца (итал. Lido Santa Maria in Potenza) насеље је у Италији у округу Мачерата, региону Марке.
Према процени из 2011. у насељу је живело 280 становника. Насеље се налази на надморској висини од 3 м.